# Jonathan Mostow
Jonathan Mostow (n. Woodbridge, Connecticut, Estados Unidos, 28 de noviembre de 1961) es un director y productor de cine estadounidense.

## Biografía
La familia de Jonathan Mostow apoyó a que Jonathan hiciera sus primeros cortometrajes y documentales, cuando fue a la Universidad de Harvard, donde estudió. En primer lugar, haciendo clips de vídeo y películas promocionales. Después de mudarse a Los Ángeles en 1989, hizo su primer largometraje. Beverly Hills Bodysnatchers, pero no lo hizo al cine. Tras la finalización de su trabajo en la televisión Flight of Black Angel en 1991, una mezcla de Taxi Driver y Top Gun, no volvió a filmar hasta 1997. Michael Eisner de Paramount Pictures, volvió a confiar en él. La película de estudio promovido Mostow como director y guionista, la película Breakdown donde participaría Kurt Russell. Mostow cumplió con las expectativas y la película ganó grandes sumas de dinero. En el año 2000 para Universal Pictures con la que ganó un Oscar a la mejor edición de sonido con la película U-571. En 2003, Mostow dirigió Terminator 3: La rebelión de las máquinas, la tercera parte de la serie Terminator. En 2007 dirigió la película Them y en 2009 dirigió The Surrogates donde participó Bruce Willis. En 2016 está previsto el estreno de Hunter's Prayer con los intérpretes Sam Worthington, Alicia Silverstone y Joel Kinnaman.

## Filmografía
| Año  | Película                                  |
| ---- | ----------------------------------------- |
| 1985 | Fright Show                               |
| 1989 | Beverly Hills Bodysnatchers               |
| 1991 | Flight of Black Angel (TV)                |
| 1997 | Breakdown                                 |
| 1998 | From the Earth to the Moon (TV)           |
| 2000 | U-571                                     |
| 2003 | Terminator 3: La rebelión de las máquinas |
| 2007 | Them (TV)                                 |
| 2009 | The Surrogates                            |
| 2016 | Hunter´s Prayer                           |

## Otros reconocimientos y galardones
En 2004 obtuvo el Action Movie Director Award que concede World Stunt Awards.

## Curiosidades
- Jonathan Mostow cobró 5.000.000 $ por su trabajo en la película Terminator 3: La rebelión de las máquinas.

## Citas
- "Ahora mismo estoy leyendo en Internet, hubo muchas charlas sobre lo que usted sabe, y estoy leyendo todas estas personas quejándose"
- "La esencia de la película es la historia" - (Sobre Terminator 3)
- "Yo diría que si hay una persona que se muestra nerviosa acerca de esta película, es él (James Cameron)." - (Sobre Terminator 3)

- Datos: Q707494